# Yaxalumil
Yaxalumil är en ort i Mexiko.   Den ligger i kommunen Chenalhó och delstaten Chiapas, i den sydöstra delen av landet, 700 km öster om huvudstaden Mexico City. Yaxalumil ligger 1 674 meter över havet och antalet invånare är 565.
Terrängen runt Yaxalumil är huvudsakligen kuperad, men åt nordväst är den bergig. Terrängen runt Yaxalumil sluttar norrut. Runt Yaxalumil är det ganska tätbefolkat, med 134 invånare per kvadratkilometer. Närmaste större samhälle är Cancuc, 9,9 km öster om Yaxalumil. Omgivningarna runt Yaxalumil är en mosaik av jordbruksmark och naturlig växtlighet.